# 26. People’s Choice Awards-gála
A 26. People’s Choice Awards-gála az 1999-es év legjobb filmes, televíziós és zenés alakításait értékelte. A díjátadót 2000. január 9-én tartották a kaliforniai Pasadena Civic Auditoriumban, a műsor házigazdái Don Johnson és Cheech Marin voltak. A ceremóniát a CBS televízióadó közvetítette.

## Győztesek és jelöltek
Forrás:
| Az év új tévévígjátéka                     | Az év női előadója                     |
| ------------------------------------------ | -------------------------------------- |
| - Stark Raving Mad                         | - Shania Twain                         |
| Az év filmje                               | Az év vígjátéka                        |
| - Hatodik érzék                            | - Apafej                               |
| Az év férfi tévés sztárja                  | Az év férfi előadója                   |
| - Drew Carey - The Drew Carey Show         | - Ricky Martin                         |
| Az év együttese                            | Az év drámai színésze                  |
| - Backstreet Boys                          | - Bruce Willis - Hatodik érzék         |
| Az év női előadója új tévéműsorban         | Az év női tévés sztárja                |
| - Jennifer Love Hewitt - Time of Your Life | - Calista Flockhart - Ally McBeal      |
| Az év férfi filmsztárja                    | Az év vígjátékműsora                   |
| - Harrison Ford                            | - Jóbarátok                            |
| Az év drámaműsora                          | Az év női filmsztárja                  |
| - Vészhelyzet                              | - Julia Roberts                        |
| Az év vígjáték-sztárja                     | Az év férfi előadója új tévéműsorban   |
| - Adam Sandler - Apafej                    | - Billy Campbell - Még egyszer és újra |
| Az év új drámaműsora                       | Az év drámája                          |
| - Providence                               | - Hatodik érzék                        |

## Fordítás
- Ez a szócikk részben vagy egészben  a(z)   26th People's Choice Awards című angol Wikipédia-szócikk fordításán alapul.  Az eredeti cikk szerkesztőit annak laptörténete sorolja fel. Ez a jelzés csupán a megfogalmazás eredetét és a szerzői jogokat jelzi, nem szolgál a cikkben szereplő információk forrásmegjelöléseként.